# Jules Armingaud
Jules Armingaud   (Baiona, 3 de maig de 1820 - París, 27 de febrer de 1900) fou un violinista i compositor francès.
Un alumne de Alard, intentà ingressar en el Conservatori de París el 1839, però se li negà l'admissió, segons Fétis, degut al seu talent molt avançat i individualista. El 1855 organitzà amb Lalo i altres artistes, el Quartet Armingaud per a música di camera que aconseguí molt d'èxit. Anys més tard amb l'entrada de prestigiosos instrumentistes, aquesta agrupació es convertí en una petita orquestra que contribuí considerablement a la difusió d'aquest gènere de música. En retirar-se el 1876 l'orquestra es va dissoldre. Toca en l'orquestra de lÓpera-Comique, i en la Revolució francesa de 1848 i va estar actiu. Junt el seu gran amic Lalo, estigueren molt actius en l'Associació de Músics d'Esquerres parisenca.
A més, de diverses composicions vocals i instrumentals, se li deuen dos volums de pensaments i aforismes, titulats: Modulations i Consonances et Dissonances.